# Мухиддинов, Мирзо Исам
Мирзо Исам Мухитдинов (узб. Mirzo Isom Muhitdinov) — член организации младобухарцев.

## Биография
Родился в семье один из богатейших людей Бухары Мухиддина Мансурова, одного из член движения джадидов в Бухаре. В Бухаре в начале XX века функционировало Торговый дом Мансурова с начала хлопком и каракулем, и др. (10, 52).  Мирзо Исам являлся старшем сыном и правой рукой у отца Мирзо Мухитдин Мансурова, руководитель Торговый дом Мансурова и продолжал развивать, спонсировать провозглашения Младобухарцев и Бухарской народной советской республики.
Развитие в Бухарском эмирате в начале XX века хлопководства, строительство железных дорог, действие различных иностранных и местных фирм, появление промышленных предприятий, прежде всего хлопкоочистительных заводов и других, дало толчок появлению бухарской торговой буржуазии. Так, появляются местные обуржуазившиеся богачи, в один из Мирзо Мухитдин Мансуров.
Торговый дом Мансуров на станции Кизилтепе был крупный хлопкоочистительного завод. Зачатки промышленности существовали только в форме ремесла. В условиях ручного производства ремесло не знало иного прогресса, как в форме разделения труда. Унаследованная, накопленная из поколения в поколение специальная сноровка сообщала ремесленнику большую виртуозность. Благодаря этому, многие бухарские ремесленные изделия сохраняли высокое художественное качество. Но бухарское ремесло разделило судьбу русских «народных промыслов», положение которых на ранних этапах развития капитализма.
В. И. Ленин характеризовал так: «Капиталисты, главенствующие над всем производством, не спешат заводить мастерские, и промысел, основанный на ручном искусстве и на традиционном разделении труда, прозябает в своей  заброшенности  и  неподвижности».
Бухарский в эмирате в рассматриваемый период имелись не только отделения российских банков и фирм, но и представительства иностранных торговых фирм России, Америки, Франции, Германии, Англии и других стран – Стужин, Рихтер, Зельман, Ираман, Дюршмит, Торер, Рехенштейн и другие, которые активно включились в скупку и продажу хлопка, каракуля и других товаров (3, 27).
В 1916г. крупные бухарские торговцы во главе с Мирзо Мухитдин Мансуровым объединяются для скупки и продажи хлопка (13). Бухарское правительство поощряет действия национальной буржуазии, неограниченно субсидирует её, предоставляя возможность очищать хлопок на заводах, обещая взимать плату за очистку по себестоимости.

## Младобухарцы
В 1917—1918 гг. — вместе с отцом и братьями член организации младобухарцев.

### В Бухарской Народной Советской Республике
В 1920–1921 годах Мирзо Исам Мухитдинов занимал должность назира продовольствия в Бухарской Народной Советской Республике, выполняя функции, аналогичные министру продовольствия. В рамках своих обязанностей он контролировал организацию закупок и распределение продовольственных товаров, обеспечивал качество и своевременность поставок, а также поддерживал продовольственную безопасность региона в условиях сложной политической и экономической ситуации.
В 1921 году Мухитдинов также был заместителем назира земледелия, торговли и промышленности БНСР, что свидетельствует о расширении его административных полномочий.
Под руководством его отца, Мирзо Мухитдина Мансурова, который занимал должность назира земледелия, торговли и промышленности, было создано первое торгово-промышленное товарищество в Бухаре, что стало важным этапом в развитии экономики региона.
Деятельность Мирзо Исама Мухитдинова была направлена на обеспечение продовольственной стабильности и поддержку экономического развития Бухарской Народной Советской Республики в начальный период её существования.

### В Узбекской ССР
Член распорядитель, Первого Узбекского торгового - промышленности товарищество.    

## Семья
Был женат на женщине также из благородной семьи интеллектуалов.
Мирзо Исам Мухитдинов  выходец из богатой семьи. Был женат на женщине также из семьи интеллектуалов.
Сын Исамов Низом Исамович, внук Исамов Икром Низомович.
Братья и сестра 
- Мирзо Абдукадыр Мухитдинов
- Мирзо Амин Мухитдинов
- Мирзо Хайрулло Мухитдинов
- Сестра Матлабхон Мухитдинова

## Дополнительные источники
- Архивные документы ЦГА РУз и региональных архивов Узбекистана и Таджикистана;
- Исследования истории Средней Азии и советского строительства в регионе;
- Работы по истории Бухарского эмирата и Бухарской Народной Советской Республики;
- Публикации советской эпохи и современные исторические статьи.
- «Мое утраченное счастье...»: Воспоминания, дневники
- Вексельман М.И. Складывание национальной буржуазии в Средней Азии в

конце XIX века – начале XX века //История СССР.- 1987. №3.-С.158.
- Гафуров Б.Г. История таджикского народа. Т.1. - М., 1955.
- Исмоилова Б. Бухарский эмират в период протектората (1868-1917 гг.).-

Худжанд, 1997.- 110 с.
- История Бухары с древнейших времен до наших дней.- Ташкент, 1976.- 384 с.
- Раджабов З.Ш. Из истории общественно-политической мысли таджикского

народа во второй половине XIX и в начале XX вв.- Сталинабад, 1957.- 460 с.
- Семёнов А.А. Очерки устройства центрального административного

управления Бухарского ханства позднейшего времени // Материалы по
истории таджиков и узбеков Средней Азии: Труды института истории,
археологии и этнографии АН Таджикской ССР.- Т. XXV. Выпуск II.-
Сталинабад, 1954.- С.3 - 36.
- Эргашев Б.Х. Из истории общественно-политической жизни Бухары начала

XX века // Общественные науки в Узбекистане.- 1992. №2.- С. 49-52.